# Liste des webisodes de The Walking Dead
Ne doit pas être confondu avec Liste des épisodes de The Walking Dead.
La liste des webisodes de The Walking Dead, série télévisée américaine, est constituée de 4 saisons.

## Panorama des saisons
| Saison Websérie | Épisodes Webisodes | Années    | Diffusion originale sur AMC | Diffusion originale sur AMC |
| Saison Websérie | Épisodes Webisodes | Années    | Début de saison             | Fin de saison               |
| --------------- | ------------------ | --------- | --------------------------- | --------------------------- |
| Torn Apart      | 6                  | 2011      | 3 octobre 2011              | 3 octobre 2011              |
| Cold Storage    | 4                  | 2012      | 1er octobre 2012            | 1er octobre 2012            |
| The Oath        | 3                  | 2013      | 1er octobre 2013            | 1er octobre 2013            |
| Red Machete     | 6                  | 2017-2018 | 22 octobre 2017             | 20 mars 2018                |

## Liste des épisodes

### The Walking Dead: Torn Apart(2011)
Avant le lancement de la deuxième saison, six webisodes ont été mis en ligne à partir du 3 octobre 2011 sur le site internet de la chaîne AMC. Intitulés The Walking Dead: Torn Apart (trad. litt. : The Walking Dead : Déchiré), ce sont de courtes histoires entre 2 et 5 minutes racontant le funeste destin de Hannah, surnommée « Bicycle Girl », apparue dans l'épisode pilote de la première saison.
1. Un nouveau jour(A New Day)
2. titre français inconnu (Family Matters)
3. titre français inconnu (Domestic Violence)
4. titre français inconnu (Neighborly Advice)
5. titre français inconnu (Step Mother)
6. titre français inconnu (Everything Dies)

### The Walking Dead: Cold Storage(2012)
Avant le lancement de la troisième saison, quatre webisodes ont été mis en ligne dans leur intégralité le 1er octobre 2012 sur le site internet de la chaîne AMC. Ces webisodes constituent une deuxième websérie dérivée de The Walking Dead, faisant suite à The Walking Dead: Torn Apart diffusée un an plus tôt. Intitulés The Walking Dead: Cold Storage (trad. litt. : The Walking Dead : Chambre froide), il s'agit de courts épisodes d'une durée de 5 à 10 minutes racontant l’histoire d’un personnage inédit, Chase (Josh Stewart, vu dans The Dark Knight Rises, Super Hero Family), qui part à la recherche de sa sœur dans les premiers jours suivants l'invasion des zombies. Il trouve un refuge temporaire dans un entrepôt de stockage squatté par un ancien employé, nommé BJ (Daniel Roebuck, vu dans Lost : Les Disparus). La websérie met également en vedette Cerina Vincent (vu dans Cabin Fever) dans le rôle de Kelly et Christopher Allen Nelson (vu dans Kill Bill) dans celui de Harris.
1. titre français inconnu (Hide and Seek)
2. titre français inconnu (Keys to the Kingdom)
3. titre français inconnu (The Chosen Ones)
4. titre français inconnu (Parting Shots)

### The Walking Dead: The Oath(2013)
Avant le lancement de la quatrième saison, 3 webisodes ont été mis en ligne à partir du 1er octobre 2013 sur le site internet de la chaîne AMC. Intitulés The Walking Dead: The Oath (trad. litt. : The Walking Dead : Le serment), ce sont de courtes histoires entre 7 et 10 minutes racontant le destin et les choix que devront faire Paul et Karina au milieu de l'apocalypse.
1. Seul (Alone)
2. Choix (Choice)
3. Lien (Bond)

### The Walking Dead: Red Machete(2017-2018)
1. titre français inconnu (Behind Us)
2. titre français inconnu (Sorrowful)
3. titre français inconnu (Made to Suffer)
4. titre français inconnu (What We Become)
5. titre français inconnu (Gone)
6. titre français inconnu (We find ourselves)